# Campeonato Asiático de Atletismo de 2023 - 20 km marcha atlética feminina
A prova da marcha atlética 20 km feminina do Campeonato Asiático de Atletismo de 2023 foi disputada no dia 16 de julho de 2023, no Estádio Nacional, em Banguecoque, na Tailândia.

## Recordes
Antes desta competição, os recordes mundiais e do campeonato nesta prova eram os seguintes:
|                       | Nome            | Nacionalidade | Tempo      | Local     | Data                   |
| --------------------- | --------------- | ------------- | ---------- | --------- | ---------------------- |
| Recorde mundial       | Yang Jiayu      | China         | 1h 23m 39s | Huangshan | 20 de março de 2021    |
| Recorde do campeonato | Mayumi Kawasaki | Japão         | 1h 30m 12s | Guangzhou | 13 de novembro de 2009 |
| Recorde asiático      | Yang Jiayu      | China         | 1h 23m 39s | Huangshan | 20 de março de 2021    |

## Medalhistas
| Ouro               | Prata                  | Bronze             |
| Yang Liujing (CHN) | Priyanka Goswami (IND) | Yukiko Umeno (JPN) |

## Cronograma
Todos os horários são locais (UTC+7)
| Data        | Hora  | Evento |
| ----------- | ----- | ------ |
| 16 de julho | 06:00 | Final  |

## Resultado final
A final ocorreu no dia 16 de julho às 06:00.
| Posição           | Atleta                 | Nacionalidade | Tempo   | Notas           |
| ----------------- | ---------------------- | ------------- | ------- | --------------- |
| Medalha de ouro   | Yang Liujing           | China         | 1:32:37 |                 |
| Medalha de prata  | Priyanka Goswami       | Índia         | 1:34:24 |                 |
| Medalha de bronze | Yukiko Umeno           | Japão         | 1:36:17 |                 |
| 4                 | Miyu Naitho            | Japão         | 1:37:34 |                 |
| 5                 | Bhawna Jat             | Índia         | 1:38:26 |                 |
| 6                 | Galina Yakusheva       | Cazaquistão   | 1:42:05 |                 |
| 7                 | Jessica Ching Siu Nga  | Hong Kong     | 1:42:13 |                 |
| 8                 | Su Wenxiu              | China         | 1:45:31 |                 |
| 9                 | Kotchaporn Tangsriwong | Tailândia     | 1:50:20 | Recorde pessoal |
| 10                | Puspita Violine Intan  | Indonésia     | 1:55:47 |                 |
| 11                | Chonticha Prajakjit    | Tailândia     | 2:00:25 | Recorde pessoal |

Legenda
| Recorde mundial       | Recorde mundial (World record)               |                       | Recorde africano                      | Recorde africano (African) |                                           | Q | Classificado por posição (Qualified) |
| Recorde do campeonato | Recorde do campeonato (Championship record)  | Recorde da América    | Recorde da América (Americas)         | q                          | Classificado por melhor tempo (Qualified) |   |                                      |
| Melhor marca do ano   | Melhor marca do ano (World leading)          | Recorde asiático      | Recorde asiático (Asian)              | DNS                        | Não largou (Did not start)                |   |                                      |
| Recorde nacional      | Recorde nacional (National record)           | Recorde europeu       | Recorde europeu (European)            | DNF                        | Não terminou (Did not finish)             |   |                                      |
| Recorde pessoal       | Recorde pessoal do atleta (Personal best)    | Recorde da Oceania    | Recorde da Oceania (Oceania)          | DSQ / DQ                   | Desclassificado (Disqualified)            |   |                                      |
| Recorde da temporada  | Recorde da temporada do atleta (Season best) | Recorde sul-americano | Recorde sul-americano (South America) | NM                         | Sem marca (No mark)                       |   |                                      |